# Rengkam
Rengkam is een bestuurslaag in het regentschap Aceh Utara van de provincie Atjeh, Indonesië. Rengkam telt 190 inwoners (volkstelling 2010).